# Джуни Александрова
Джуни Александрова е българска актриса.

## Биография
Родена на 3 юни 1939 година. Твори от 1962 г. Завършва актьорско майсторство във ВИТИЗ „Кръстьо Сарафов“ в класа на професор Филип Филипов.
Играе на сцените на театрите в Хасково, Враца, в театър „Възраждане“, театър „София“ и театър „Българска армия“.
Най-голяма популярност получава като изпълнител на художествено слово. Гостувала е със свои изпълнения в Берн, Будапеща, Букурещ, Варшава, Залцбург, Коми, Копенхаген, Краков, Лондон, Малмьо, Москва, Прага, Рим, Ставропол и др. Александрова е публикувала статии, есета, поезия и други.

## Театрални роли
- Наташа – „Унижените и оскърбените“ – по Ф. М. Достоевски – реж. Ф. Филипов
- Ана – „Всяка есенна вечер“ – Иван Пейчев – реж. Кирил Каменов.
- Луиза – „Конникът без глава“ – по Майн Рид – реж. Благой Стратев.
- Ерна Бринкел – „Игра без правила“ – Ал. Щейн – реж. Бл. Стратев.
- Учителката – „Автобусът тръгва в 18.30“ – М. Величков – реж. К. Каменов.
- Изидора – „Конникът без глава“ – по Майн Рид – реж. Николай Колов.
- Християния – „Греховната любов на Зографа Захария“ – Павел Спасов – реж. К. Каменов.
- Мария Тюдор – „Мария Тюдор“ – Виктор Юго – реж. Н. Колов.
- Ханка – „Щедра вечер“ – Вл. Блажек – реж. Евгений Генов.
- Луиза – „Учени жени“ – Молиер – реж. Ан. Михайлов.
- Нюра – „В деня на сватбата“ – В. Розов – реж. Н. Колов.
- Руменова – „Преспанските камбани“ – по Д. Талев – реж. Ев. Генов.
- Мария Стюарт – „Мария Стюарт“ – Шилер – реж. Асен Шопов.
- Севда – „Време разделно“ – Антон Дончев – реж. Асен Шопов.
- Тоня – „Грехове“ – Ед. Володарски – реж. Веселина Ганева.
- Жофа – „Дом за най-малкия син“ – Ян Какош – реж. Никола Петков.
- Тя – „Той и Тя“ – Щейн – реж. С. Каракашева
- Мирчева – „Наградата“ – Драгомир Асенов – реж. Димитриа Гюрова.
- Гина – „Лодка в гората“ – Н. Хайтов – реж. Богдан Сърчаджиев.
- Войницка – „Вуйчо Ваньо“ – А. П. Чехов – реж. Красимир Спасов.
- Евгения Ивановна – „Евгения Ивановна“ – по Л. Леонов и много други.

ТВ театър
- „Константин Философ“ (1981) (Димитър Талев) – майката

## Рецитали и моноспектакли по собствен сценарии
- „Лира и тръба“ – по стихове на Христо Ботев, Иван Вазов и писма на Васил Левски.
- „Захваща се драмата на Балкански полуостров“ – публицистика на Хр. Ботев.
- „Молитва“ – по стихове и проза на П. Яворов.
- „Сама жена на път“ – по стихове и проза на Бл. Димитрова
- „Обич и мъка“ – по стихове на Л. Стефанова.
- „Романтика“ – по стихове и писма на Н. Вапцаров.
- „Живей така че...“ – по импресии и разкази на Дамян Дамянов, Л. Стефанова, К. Странджев и др.
- „Последна роза“ – спектакъл-рецитал с участието на Таня Масалитинова по стихове и проза на Ана Ахматова.
- „Забравени“ – спектакъл с участието на „Нешанъл Арт“.

## Поетични изпълнения
На Димчо Дебелянов, Елисавета Багряна, Дора Габе, Максим Горки, Сергей Есенин.

## Награди и отличия
- Първа награда за изпълнение на Ботева поезия през 1966 г.
- Голямата награда за Ботева и революционна поезия 1969 г.
- Първа награда на втория национален фестивал на художественото слово 1970 г.
- Заслужил артист 1972 г.
- Орден „Кирил и Методий“ – 1978 г.

## Филмография
- Къде живееш? (1981) майката на Евгени
- Адиос, мучачос (1978) Топалова

## Книги
- „На глас“ – 2004
- „Предизвикани мисли“ – 2009
- „Все тая жал...“ – 2011
- „Есенна въздишка“ – 2014
- "На глас" – второ допълнено издание – 2017
- "Многоцветен листопад" – 2023